# دانشگاه حاجت‌تپه
دانشگاه حاجت‌تپه (به ترکی استانبولی: Hacettepe Üniversitesi) دانشگاه‌های اصلی و معتبر آنکارا در کشور ترکیه است که در سال ۱۹۶۷ در شهر آنکارا تأسیس شد. بر اساس عملکرد آکادمیک این دانشگاه در رتبه یک بین دانشگاه‌های و مدارس پزشکی ترکیه قرار دارد. این دانشگاه دو پردیس اصلی دارد، یکی از پردیس‌ها در شهر آنکارا قرار دارد که میزبان مرکز پزشکی این دانشگاه است و پردیس دیگر Beytepe است که در فاصله ۱۳ کیلومتری از مرکز شهر قرار دارد این پردیس بسیار سرسبز است و دانشکده‌های علوم اقتصادی و اداری، حقوق، آموزش، مهندسی، هنرهای زیبا و علوم در این پردیس قرار دارند.

#### مدارک برای تحصیل در دانشگاه حاجت تپه
برای ثبت ‌نام در دانشگاه حاجت‌تپه، داوطلبان باید مجموعه‌ای از مدارک ضروری را تهیه و ارائه نمایند تا فرآیند نام‌ نویسی آن‌ها به‌درستی انجام گیرد. این مدارک به شرح زیر است:
- شرکت در آزمون ورودی دانشگاه (مانند SAT یا YÖS مرکزی – بسته به مقطع و رشته انتخابی)
- تکمیل فرم اطلاعات شخصی داوطلب ( شامل مشخصات هویتی، تحصیلی و رشته انتخابی )
- مدرک معتبر زبان انگلیسی یا ترکی ( در صورت نداشتن مدرک زبان، شرکت در دوره‌های آمادگی زبان دانشگاه الزامی است)
- ریزنمرات دبیرستان ( همراه با ترجمه رسمی به زبان ترکی یا انگلیسی )
- مدرک دیپلم یا گواهی موقت فارغ‌ التحصیلی به‌همراه ترجمه رسمی
- ارائه اصل پاسپورت و ترجمه رسمی آن الزامی است
- عکس پرسنلی  3*4 با مشخصات مورد نیاز
- رزومه تحصیلی و پژوهشی
- توصیه‌ نامه از اساتید یا مراکز آموزشی پیشین

#### آزمون های ورودی حاجت تپه
| نام آزمون | زبان آزمون | هدف و کاربرد |
| YÖS مرکزی | ترکی       | این آزمون از سال 2023 به عنوان گزینه‌ای دیگر برای پذیرش در دانشگاه‌های ترکیه پذیرفته می‌شود و به‌ویژه برای رشته‌های پزشکی مناسب است. |
| SAT       | انگلیسی    | این آزمون بین‌المللی، بیشتر برای متقاضیان رشته‌های غیرپزشکی و به‌ ویژه در مقاطع کارشناسی مورد استفاده قرار می‌گیرد.                 |
| ACT       | انگلیسی    | آزمون مشابه SAT که در برخی رشته‌ها و مقاطع پذیرش دارد، مخصوص دانشجویان آمریکای شمالی و بین‌المللی است.                            |

## رتبه‌بندی
در رتبه‌بندی دانشگاه‌های جهان یو.اس. نیوز در سال ۲۰۱۹ دانشگاه حاجت تپه در رتبه ۵۳۱ برترین دانشگاه‌های جهان و چهارم ترکیه قرار دارد. همچنین در رتبه‌بندی QS برترین دانشگاه‌های جهان در سال ۲۰۱۹ این دانشگاه در رتبه ۱۰۰۰–۸۰۱ دانشگاه‌های برتر دنیا قرار دارد و نهمین دانشگاه ترکیه است. این دانشگاه در سال ۲۰۲۳ موفق شد تا رتبه ۵۰۰ تا ۱۰۰۰ را در میان دانشگاه‌های جهان کسب کند.

#### امکانات رفاهی و تفریحی دانشگاه حاجت‌تپه
دانشگاه حاجت ‌تپه نه ‌تنها از نظر تجهیزات آموزشی و علمی در جایگاه بسیار بالایی قرار دارد، بلکه به دانشجویان خود امکانات تفریحی و رفاهی متنوعی نیز ارائه می‌دهد. این دانشگاه با فراهم کردن خوابگاه‌های دانشجویی مجهز و با هزینه‌ای معقول، شرایط مناسبی برای اقامت دانشجویان فراهم کرده است. هزینه اقامت در خوابگاه‌ها معمولاً بین 200 تا 310 لیر در ماه متغیر است که در مقایسه با استانداردهای بین‌المللی هزینه مقرون ‌به ‌صرفه‌ای محسوب می‌شود.
هم چنین این دانشگاه امکانات ورزشی پیشرفته‌ای نظیر سالن‌های ورزشی مجهز، استخر و فضاهای ورزشی دیگر را در اختیار دانشجویان قرار می‌دهد. کتابخانه‌های جامع، مرکز بهداشت، سالن‌های کنفرانس و گالری‌های هنری از دیگر امکانات فرهنگی و علمی این دانشگاه هستند که به ارتقای تجربه تحصیلی و اجتماعی دانشجویان کمک می‌کند. همچنین، خدمات پستی و بانکی در دانشگاه برای تسهیل امور روزمره دانشجویان به‌طور کامل فراهم شده است.
در زمینه خدمات بهداشتی، دانشگاه حاجت‌تپه خدمات پزشکی، پرستاری، دندان‌پزشکی و روان‌شناسی به‌صورت شبانه‌روزی به دانشجویان ارائه می‌دهد. این خدمات با هدف فراهم آوردن شرایط بهداشتی مناسب و حمایت از سلامت جسمی و روانی دانشجویان در دسترس است. سایر امکانات در Hajat Tepe University به شرح زیر می باشند: 
- امکانات علمی و آموزشی

دانشگاهی بسیار معتبر با رتبه علمی بالا در ترکیه و بین‌الملل
تجهیزات مدرن آموزشی و آزمایشگاهی
کتابخانه‌ها ی بزرگ با منابع چاپی و دیجیتال
سالن‌های کنفرانس برای سخنرانی‌ها و همایش‌ها
گالری‌های هنری و علمی برای نمایش آثار دانشجویان
- امکانات رفاهی و اقامتی

خوابگاه‌های دانشجویی مجهز با هزینه ‌ای مقرون ‌به ‌صرفه
اتاق‌های دارای تخت، میز مطالعه، کمد، اینترنت، یخچال و تلفن
سلف‌سرویس‌ها و کافه‌تریا با وعده‌های غذایی متنوع
- امکانات بهداشتی و درمانی

مرکز بهداشت دانشجویی داخل پردیس
خدمات پزشکی، پرستاری، دندان‌پزشکی و روان‌شناسی
ارائه خدمات درمانی به ‌صورت شبانه ‌روزی (۲۴ ساعته)
دسترسی آسان به بیمارستان بزرگ دانشگاه حاجت‌ تپه
- امکانات ورزشی و تفریحی

سالن‌های چند منظوره ورزشی (بسکتبال، والیبال، فیتنس و…)
زمین چمن مصنوعی و استخر شنای المپیک
مسیرهای پیاده‌روی و فضای سبز وسیع
باشگاه‌های دانشجویی در حوزه‌های مختلف فرهنگی، هنری و ورزشی
- سایر خدمات عمومی

اداره پست، بانک، و خدمات مالی در داخل پردیس
گالری‌های هنری و نمایشگاه‌های دوره‌ای
محیط آرام، امن و مناسب برای تحصیل و زندگی

#### بورسیه دانشگاه حاجت تپه
دانشگاه حاجت‌ تپه علاوه بر هزینه های به صرفه  فرصت‌های دیگری مانند ارائه بورسیه برای حمایت مالی دانشجویان بین‌المللی فراهم کرده است،  بورسیه‌ها فرصت‌های مناسبی برای دانشجویان بین‌المللی است که تمایل دارند تحصیلات خود را در دانشگاه حاجت ‌تپه ادامه دهند و از حمایت‌های مالی برخوردار شوند.

##### بورسیه‌های تحصیلی دولتی  (Türkiye Bursları):
این بورسیه‌ها توسط دولت ترکیه به دانشجویان خارجیغیر بومی ارائه می‌شود و شامل پوشش هزینه های مسکن، تحصیل، بیمه درمانی و کمک‌هزینه ماهیانه است. این بورسیه‌ها معمولاً برای مقاطع کارشناسی، کارشناسی ارشد و دکتری در دسترس هستند.

##### بورسیه‌های دانشگاه حاجت‌تپه برای دانشجویان خارجی:
این بورسیه‌ها به‌طور خاص به دانشجویان خارجی که در دانشگاه حاجت ‌تپه تحصیل می‌کنند، اعطا می‌شود. بورسیه‌ها شامل تخفیف‌های شهریه یا در بر گرفتن هزینه‌های تحصیل برای برخی رشته‌ها است شرایط اعطای این بورسیه‌ها بسته به رشته و مقطع متفاوت است.

##### بورسیه‌های تحصیلی از سازمان‌های غیر دولتی  (NGOs):
دانشگاه حاجت‌تپه به دانشجویان این فرصت را می‌دهد که بورسیه‌های تحصیلی ارائه ‌شده توسط سازمان‌های غیردولتی و مؤسسات مختلف بین‌المللی را دریافت کنند. این بورسیه‌ها به‌ویژه برای دانشجویان در مقاطع کارشناسی ارشد و دکتری در دسترس هستند.